# Буролобый дятел
Буролобый дятел (лат. Dendrocoptes auriceps) — среднего размера дятел. Распространён в предгорьях и нижнем поясе Гималаев на территории Афганистана, Пакистана, Индии и Непала. Был описан ирландским зоологом Николасом Вигорсом в 1831 году. Изначально назывался Picus auriceps, однако в последующем родовая принадлежность этого вида несколько раз менялась. Согласно молекулярному исследованию, проведённому в 2014 году группой немецких учёных, является сестринским таксоном по отношению к среднему пёстрому дятлу. По результатам ревизии дятлов Старого Света оба эти таксона, а также желтошапочный дятел помещены в род Leiopicus. Позднее буролобый дятел был помещен в род Dendrocoptes. Видовое название auriceps происходит от латинского слова aurum (золото) и суффикса -ceps, который добавляли в слова в значении коронованный или покрытый на голове.

## Описание
Мелкий дятел, размерами уступает среднему пёстрому дятлу: длина 19—20 см, масса 37—50 г. Восточные популяции мельче западных, но уменьшение размеров плавное (клинальное), что не позволяет разделить их на подвиды. Клюв средней длины, долотообразный, с широким основанием и слегка вздёрнут. Пёстрая чёрно-белая окраска спины и крыльев на фоне светлого низа и цветастой «шапочки» объединяет настоящий вид с пёстрыми дятлами, в связи с чем часть орнитологов традиционно включает его в эту группу. Название получил из-за желтовато-бурой окраски лба, которая характерна для обоих полов и не встречается у других близкородственных видов (у похожего желтошапочного дятла она более светлая золотисто-жёлтая). Самец и самка отличаются по окраске остальной части верхней части головы: у самца яркое лимонно-жёлтое темя и красный затылок, тогда как у самки и темя, и затылок более тёмного и однотонного жёлтого цвета. Белые щёки и подбородок украшают чёрные «усы» от основания клюва к боковой части шеи и далее вниз на грудь, и чёрные пятнышки на кроющих ушей. Груди и брюхо грязно-белые с многочисленными тёмными продольными штрихами. Подхвостье розовато-красное.

## Распространение
Основной участок ареала находится в узкой полосе западной части Гималайских гор от афганской провинции Нуристан к востоку до Непала. Изолированно гнездится на севере пакистанской провинции Белуджистан. Населяет равнинные и горные хвойные и смешанные сосново-дубовые леса на высоте до 2100—2400 м над уровнем моря, изредка появляется и выше. Часто селится в парковой зоне населённых пунктов. Ведёт оседлый образ жизни, но в суровые зимы может откочёвывать в близлежащие долины. Местами обычная птица.

## Питание
Питается животными и растительными кормами: древесными насекомыми, в том числе гусеницами и личинками жуков, ягодами, сосновыми семенами и другими плодами. Внутривидовых групп не образует, но часто встречается в компании синиц и длиннохвостых личинкоедов (Pericrocotus).

## Размножение
Гнездится с апреля по июль. Для устройства гнезда выщипывает дупло в стволе или толстой ветви подгнившего дерева на высоте от 2 до 12 м (в большинстве случаев не выше 8 м). Используются хвойные и лиственные породы, в частности вяз Ulmus wallichiana. Количество яиц обычно 4, изредка 3 или 5. Птенцы выкармливаются обоими родителями.

## Галерея

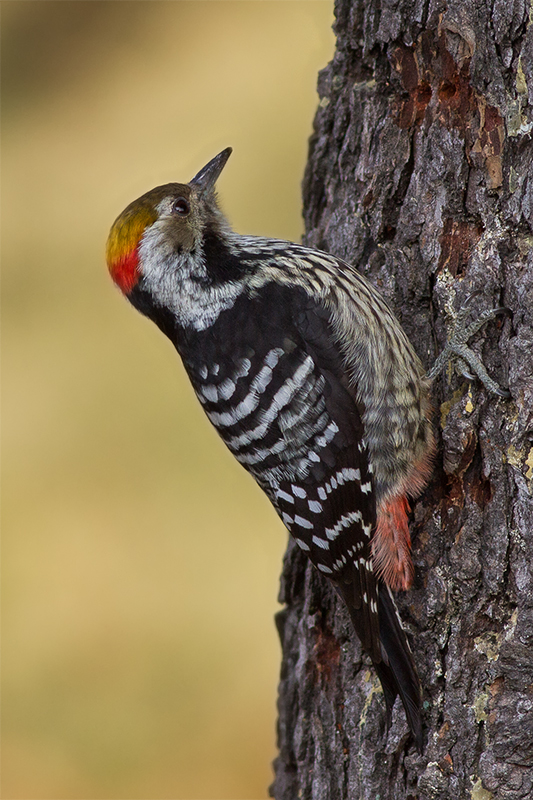
Самец
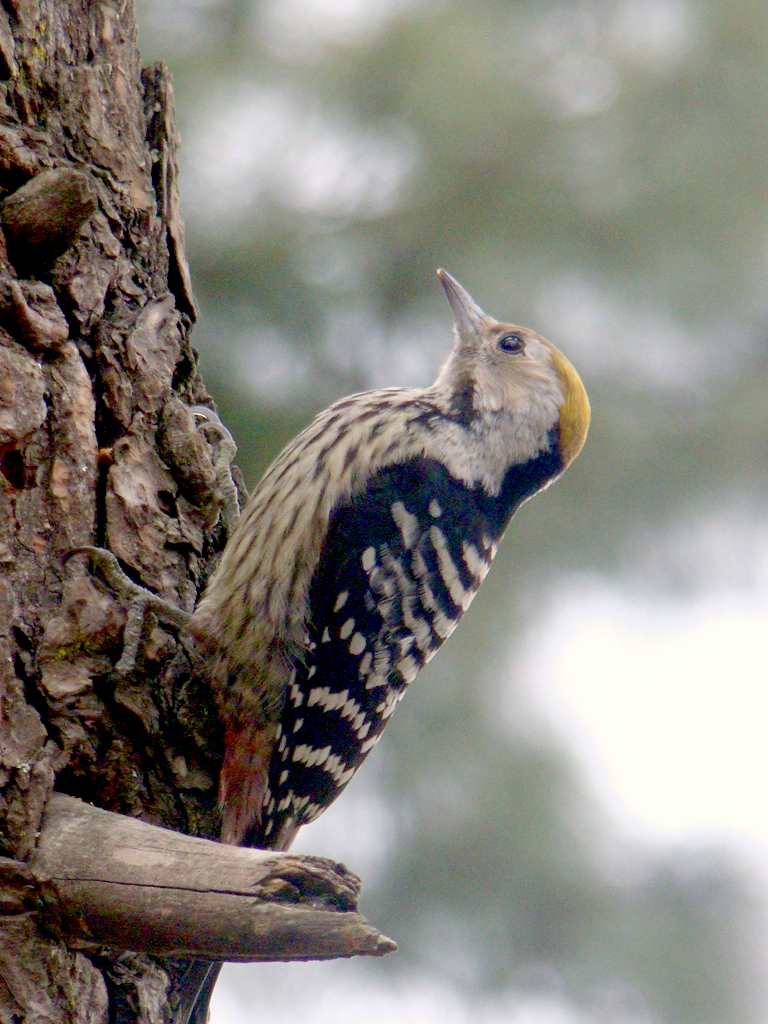
Самка